# كأس قبرص للسيدات 2009
كأس قبرص للسيدات 2009 هو موسم من كأس قبرص للسيدات. شارك فيه  8 فريقاً، وفاز فيه منتخب إنجلترا لكرة القدم للسيدات.